# 酶谱法

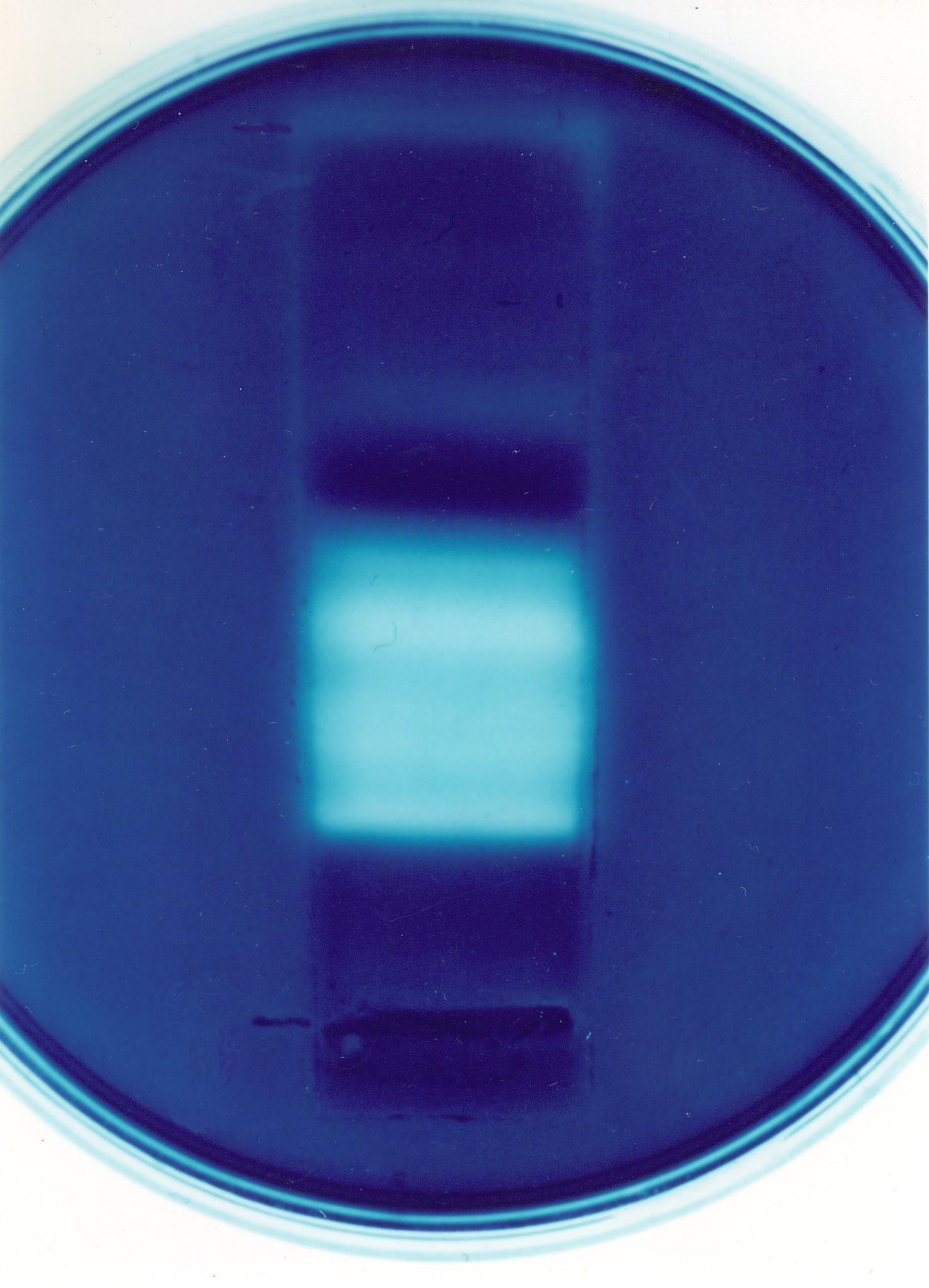
诺氏疟原虫的天冬酰胺内肽酶印记.

酶谱法或酶谱（英语：Zymography）是一种基于酶的底物库来检测水解酶的凝胶电泳技术。使用三种类型的酶谱法；凝胶酶谱法、原位酶谱法和体内酶谱法中。例如，嵌入聚丙烯酰胺凝胶中的明胶将被凝胶中运行的活性明胶酶消化。考马斯亮蓝染色后，退化区域在深色染色背景下显示为清晰的条带。
酶谱一词的现代用法已经被用来定义发酵产品的研究和编目，例如啤酒或葡萄酒，通常由特定的酿酒师或在确定的发酵类别中进行，例如使用特定的酵母菌株或细菌种类。酶谱也指相关的发酵产品的集合，被视为一个作品集。例如，特定啤酒厂生产的所有啤酒都可以统称为其酶谱。
另见酶学（又称酶谱应用科学）。酶学涉及发酵的生化过程，特别是酿造、酿酒和其他发酵食品中发酵酵母和细菌的选择。例如，啤酒酿造涉及应用顶部（淡啤酒）或底部发酵酵母（啤酒），以生产所需的各种啤酒。酵母的合成会影响啤酒的风味特征，即双乙酰（黄油、奶油糖果的味道或香气）。

## 凝胶酶谱法
用于SDS-PAGE的样品将在标准非还原加载缓冲液中制备。在这过程中不需要还原剂或将其煮沸，因为它们会干扰酶的重新折叠。在丙烯酰胺凝胶的制备过程中，将合适的底物（例如用于蛋白酶检测的明胶或酪蛋白）包埋在分离胶中。电泳后，通过在未缓冲的曲拉通X-100中孵育从而将凝胶（或酶谱）中的十二烷基硫酸钠去除，然后在适当的消化缓冲液中孵育，以便在37°C下的最佳时间长度孵育。随后对酶谱进行染色（通常使用氨基黑10B或考马斯亮蓝），消化区域显示为清晰的条带，而底物已被酶降解的则呈现深色染色背景。

## 标准协议的变体
标准方案可能需要根据样品酶进行修改；例如，黑腹果蝇消化糖苷酶通常在还原条件下（即存在2-巯基乙醇或二硫苏糖醇）以及在一定程度上加热条件下存活。事实上，加热到50°C后的分离往往会表现出条带分辨率的显着增加，而没有明显的活性损失。
过去用于α-淀粉酶活性酶谱分析的常用方案也就是所谓的W.W.多恩淀粉膜方案。这里运行天然PAGE凝胶以分离匀浆中的蛋白质。随后，将其中溶解（或更准确地说，悬浮）淀粉的薄凝胶覆盖在原始凝胶上一段时间。然后用卢戈氏碘液对淀粉染色。
凝胶酶谱通常用于检测和分析微生物产生的酶。这导致了标准协议的变化，例如混合底物酶谱法。
反向酶谱将底物和酶与丙烯酰胺共聚，可用于证明酶抑制剂的活性。染色后，抑制区域可视化为透明（或轻微染色）背景下的暗条带。
在印记技术中，酶通过非变性凝胶电泳分离，凝胶置于底物处理过的洋菜上。
酶谱法也可应用于其他类型的酶，包括木聚糖酶、脂肪酶和几丁质酶。